# Louka, Hodonín
Louka là một làng thuộc huyện Hodonín, vùng Jihomoravský, Cộng hòa Séc.